# Суренков, Владимир Сидорович
Владимир Сидорович Суренков (род. 23 февраля 1948 года в селе Долгий Мост Абанского района Красноярского края, РСФСР, СССР) — советский и российский инженер-геолог, политический деятель, главный геолог комбината «Балейзолото», заместитель директора объединения «Забайкалзолото», заместитель заведующего отделом промышленности Читинского областного комитета КПСС, депутат Государственной Думы ФС РФ первого созыва (1993—1995). Заслуженный геолог Российской Федерации (1996).

## Биография
В 1971 году получил высшее образование по специальности «горный инженер-геолог» в Красноярском институте цветных металлов им. М. И. Калинина. С 1971 по 1975 год работал на карьере с. Явленка Читинской области геологом участка, старшим геологом карьера, на руднике Тасеево геологом подземного участка. С 1975 по 1988 год работал в городе Балей главным геологом комбината «Балейзолото», заместителем директора объединения «Забайкалзолото» в Чите. С 1988 по 1989 год работал в Читинском областном комитете КПСС заместителем заведующего отделом промышленности. С 1989 по 1992 год работал управляющим трестом «Забайкалзолоторазведка», с 1992 по 1993 год был исполнительным директором ассоциации «Забайкалзолото».
В 1993 году избран депутатом Государственной думы Федерального Собрания Российской Федерации первого созыва от Борзинского одномандатного избирательного округа № 187 (Забайкальский край). В Государственной думе был заместителем председателя Комитета по природным ресурсам и природопользованию, входил в депутатскую группу «Новая региональная политика»